# Monte Tateshina
El monte Tateshina(蓼科山 Tateshina-yama) también Suwa Fuji es un volcán complejo situado en el límite de los municipios de Chino y Tateshina, en la prefectura de Nagano, Japón.
Tiene una elevación de 2,530 m. Esta montaña es una  de las 100 Montañas japonesas Famosas.

## Descripción
El Monte Tateshina es un volcán complejo típico. Sobre el origen del nombre de esta montaña, tate significa pimienta del agua, y shina significa pasos o lugares altos. Entonces Tateshina es literalmente una alta montaña de pimientas de agua. El otro nombre de esta montaña Suwa Fuji, literalmente, Monte Fuji de la región de Suwa.
El monte Tateshina es una parte importante del  Parque Casi Nacional Yatsugatake-Chūshin Kōgen

## Ruta
Las rutas para escalar el Monte Tateshina están bien desarrolladas. La ruta más popular es comenzar desde el estacionamiento de Nanagome.

## Galería

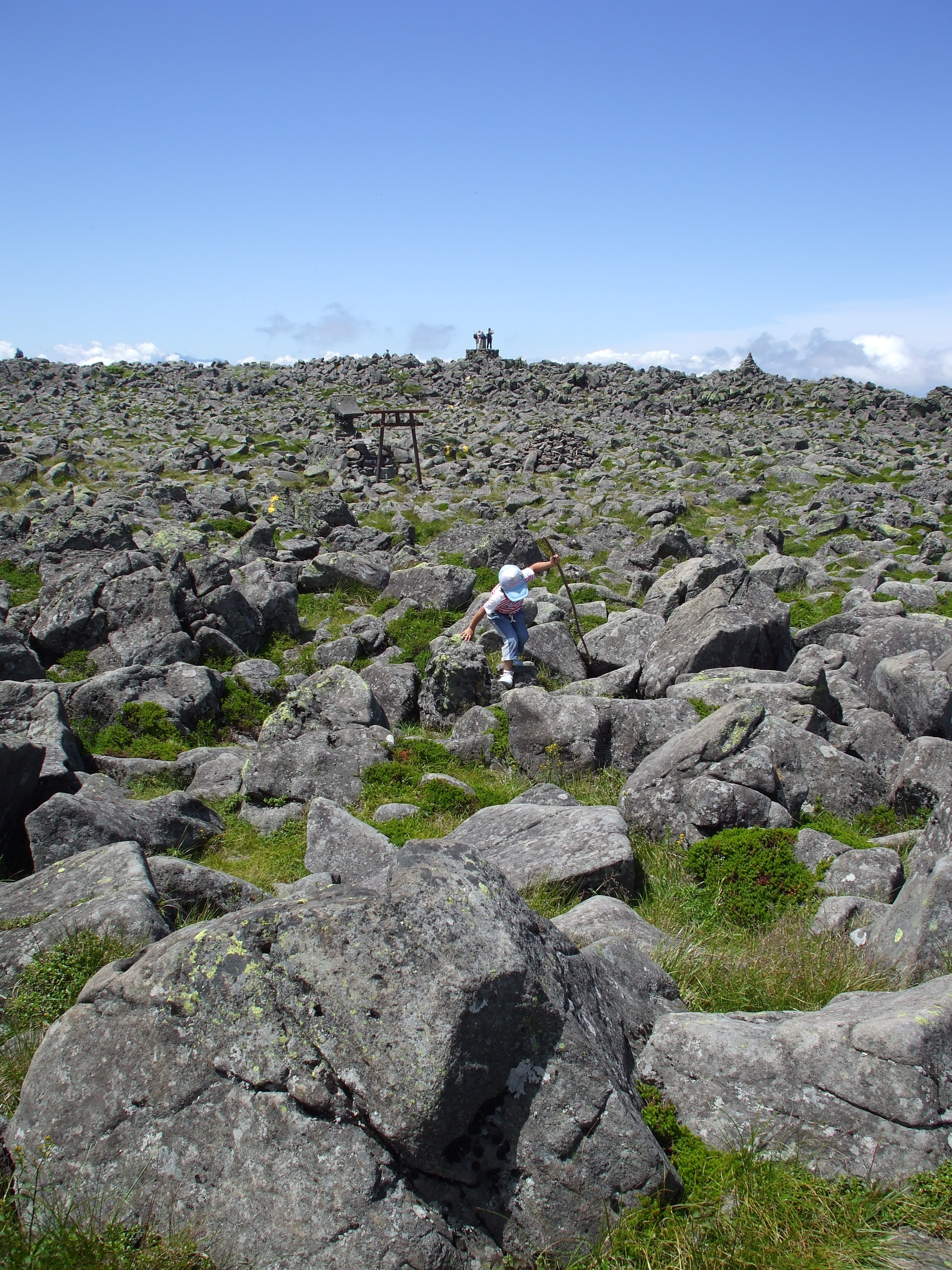
Ruina del cráter volcánico del Monte Tateshina
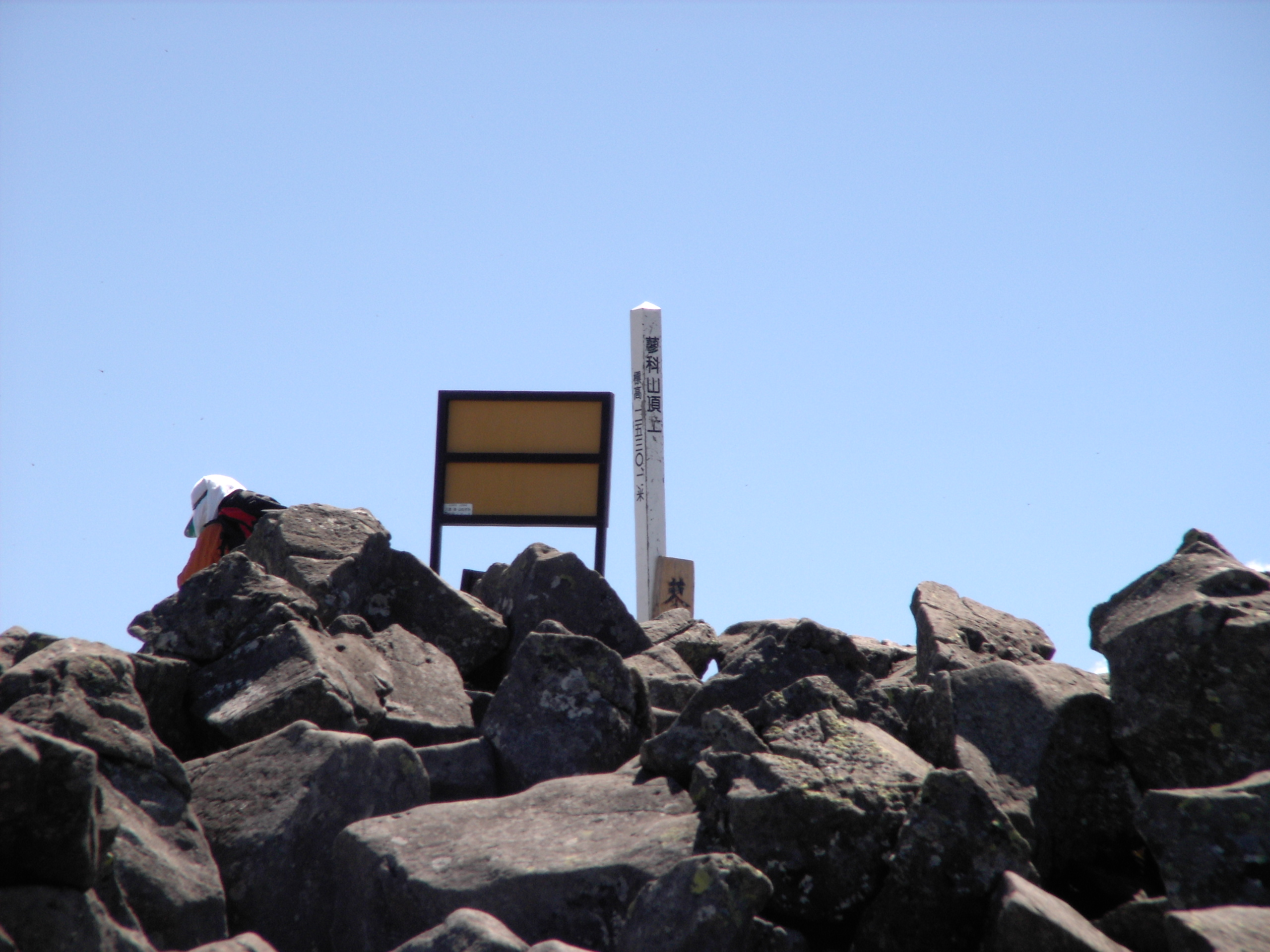
La cima del monte Tateshina
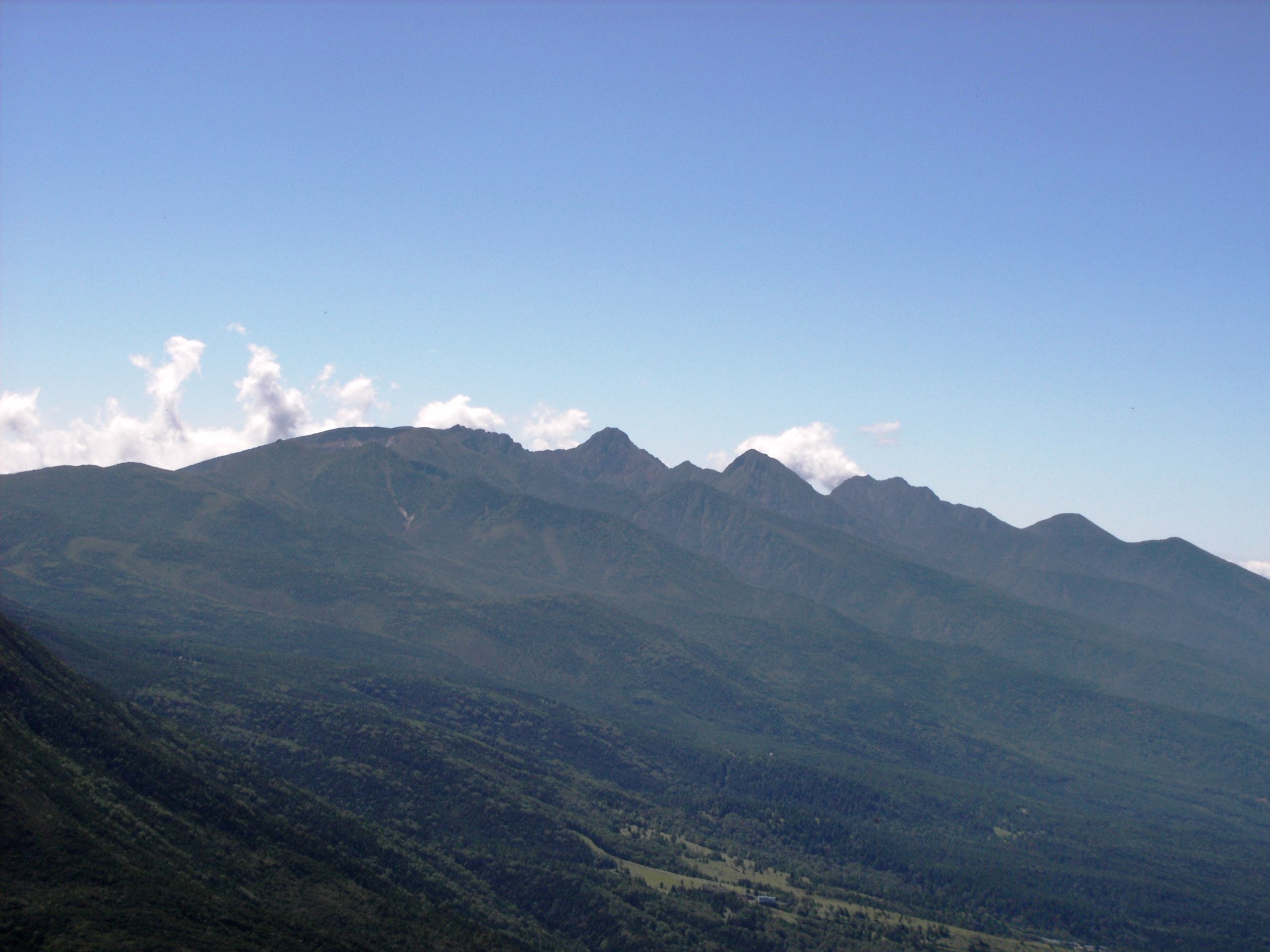
Montañas Yatsugatake desde el Monte Tateshina